# Cole Caufield
Pour les articles homonymes, voir Caufield.
Cole Caufield (né le 2 janvier 2001 à Mosinee dans l’État du Wisconsin aux États-Unis) est un joueur professionnel américain de hockey sur glace. Il évolue au poste d'ailier droit pour les Canadiens de Montréal dans la LNH.

## Biographie

### Jeunesse
Cole Caufield est né le 2 janvier 2001 à Mosinee, dans l'État du Wisconsin. Caufield commence à patiner à deux ans, car, selon sa mère, en regardant son frère Brock, qui est deux ans de plus vieux que lui, il pleurait et la suppliait pour commencer à patiner lui aussi.

### Carrière professionnelle
Caufield est sélectionné au premier tour, au 15e rang par les Canadiens, lors du repêchage d'entrée dans la LNH 2019.
Au lendemain de l'élimination des Badgers, le 27 mars 2021, il signe son premier contrat professionnel de trois ans avec les Canadiens. Le 9 avril 2021, il est récipiendaire du trophée Hobey-Baker remis au joueur par excellence dans la NCAA. Il détient le record de buts du United States National Team Development Program. Caufield a joué pour les Badgers du Wisconsin avant de se joindre aux Canadiens fin mars 2021. Lors de la même journée, il fait ses débuts chez les professionnels avec l'équipe école des Canadiens, le Rocket de Laval.
Le 26 avril 2021, il fait ses débuts dans la LNH au cours d'une victoire de 2-1 contre les Flames de Calgary. Le 1er mai 2021, il marque son premier but dans la LNH en prolongation contre les Sénateurs d'Ottawa. Deux jours plus tard, dans une victoire 3-2 contre les Maple Leafs de Toronto, il devient le troisième joueur de l'histoire de la LNH à marquer ses deux premiers buts en prolongation. Il termine la saison régulière avec quatre buts et une aide en 10 parties.
Au début de la saison 2021-2022, Caufield est considéré comme un des favoris pour remporter le trophée Calder. Par contre, il connait des difficultés, récoltant une seule assistance à ses dix premiers matchs. Le 1er novembre, il est rétrogradé aux Rocket de Laval et cumule deux buts et trois aides en six matchs. Il est rappelé par les Canadiens le 18 novembre. Le 29 avril 2022, il réussit son premier tour du chapeau dans la LNH contre les Panthers de la Floride.
Sa saison 2022-2023 est écourtée en raison d'une blessure à l'épaule qui l'oblige à se faire opérer. Le 5 juin 2023, Caufield paraphe une prolongation de contrat de huit ans avec les Canadiens. Cette entente, accordée par le directeur général Kent Hughes, lui rapporte 62,8 millions de dollars.
Le 3 septembre 2024, par le biais des réseaux sociaux, Caufield annonce qu'il portera le numéro 13 à l'amorce de la saison 2024-2025 de la LNH. Ce changement rend hommage à l'idole du joueur, Johnny Gaudreau, qui a péri dans un accident de la route avec son frère, le 29 août 2024. Auparavant, il arborait le numéro 22 depuis ses débuts dans la Ligue nationale de hockey.
Le 3 mars 2025, Cole Caufield a atteint le plateau des 30 buts en une saison pour la première fois de sa carrière dans la LNH.

### Carrière internationale
Il représente les États-Unis au niveau international, il participe à son premier championnat du monde en 2020. Il remporte la médaille d'or au championnat mondial junior. Il gagne la médaille d'argent et la médaille de bronze au championnat mondial de 18 ans.

## Vie personnelle
Son grand-père Wayne est un ancien joueur junior, inscrit au temple de la renommée de hockey sur glace du Wisconsin. Il est mort le 13 juillet 2018 à Greenfield, dans l'État du Wisconsin . Son père Paul, né à Sault-Sainte-Marie en Ontario, est un ancien joueur et est l'entraîneur-adjoint des Badgers. Son frère Brock a été son coéquipier dans la NCAA avec les Badgers de Wisconsin.

## Statistiques

### En club
| Saison     | Équipe                                      | Ligue      |     | Saison régulière | Saison régulière | Saison régulière | Saison régulière | Saison régulière |   | Séries éliminatoires | Séries éliminatoires | Séries éliminatoires | Séries éliminatoires | Séries éliminatoires |
| Saison     | Équipe                                      | Ligue      | PJ  | B                | A                | Pts              | Pun              | PJ               | B | A                    | Pts                  | Pun                  |                      |                      |
| 2017-2018  | United States National Development Team     | USHL       | 32  | 23               | 10               | 33               | 10               | -                | - | -                    | -                    | -                    |                      |                      |
| 2017-2018  | United States National Development Team U17 | USDP       | 40  | 44               | 19               | 63               | 2                | -                | - | -                    | -                    | -                    |                      |                      |
| 2017-2018  | United States National Development Team U18 | USDP       | 19  | 10               | 7                | 17               | 8                | -                | - | -                    | -                    | -                    |                      |                      |
| 2018-2019  | United States National Development Team     | USHL       | 28  | 29               | 12               | 41               | 23               | -                | - | -                    | -                    | -                    |                      |                      |
| 2018-2019  | United States National Development Team U18 | USDP       | 64  | 72               | 28               | 100              | 39               | -                | - | -                    | -                    | -                    |                      |                      |
| 2019-2020  | Badgers du Wisconsin                        | NCAA       | 36  | 19               | 17               | 36               | 6                | -                | - | -                    | -                    | -                    |                      |                      |
| 2020-2021  | Badgers du Wisconsin                        | NCAA       | 31  | 30               | 22               | 52               | 4                | -                | - | -                    | -                    | -                    |                      |                      |
| 2020-2021  | Rocket de Laval                             | LAH        | 2   | 3                | 1                | 4                | 0                | -                | - | -                    | -                    | -                    |                      |                      |
| 2020-2021  | Canadiens de Montréal                       | LNH        | 10  | 4                | 1                | 5                | 2                | 20               | 4 | 8                    | 12                   | 0                    |                      |                      |
| 2021-2022  | Rocket de Laval                             | LAH        | 6   | 2                | 3                | 5                | 0                | -                | - | -                    | -                    | -                    |                      |                      |
| 2021-2022  | Canadiens de Montréal                       | LNH        | 67  | 23               | 20               | 43               | 10               | -                | - | -                    | -                    | -                    |                      |                      |
| 2022-2023  | Canadiens de Montréal                       | LNH        | 46  | 26               | 10               | 36               | 2                | -                | - | -                    | -                    | -                    |                      |                      |
| 2023-2024  | Canadiens de Montréal                       | LNH        | 82  | 28               | 37               | 65               | 16               | -                | - | -                    | -                    | -                    |                      |                      |
| 2024-2025  | Canadiens de Montréal                       | LNH        | 82  | 37               | 33               | 70               | 14               | 5                | 3 | 1                    | 4                    | 0                    |                      |                      |
| Totaux LNH | Totaux LNH                                  | Totaux LNH | 287 | 118              | 101              | 219              | 44               | 25               | 7 | 9                    | 16                   | 0                    |                      |                      |

### En équipe nationale
| Année | Équipe         | Compétition                  |   | PJ | B | A  | Pts | Pun                |  | Résultat |
| 2018  | États-Unis U17 | Défi mondial U17             | 6 | 8  | 5 | 13 | 0   | Médaille d'or      |  |          |
| 2018  | États-Unis U18 | Championnat du monde -18 ans | 7 | 4  | 2 | 6  | 0   | Médaille d'argent  |  |          |
| 2019  | États-Unis U18 | Championnat du monde -18 ans | 7 | 14 | 4 | 18 | 4   | Médaille de bronze |  |          |
| 2020  | États-Unis U20 | Championnat du monde junior  | 5 | 1  | 1 | 2  | 0   | 6e place           |  |          |
| 2021  | États-Unis U20 | Championnat du monde junior  | 7 | 2  | 3 | 5  | 2   | Médaille d'or      |  |          |
| 2024  | États-Unis     | Championnat du monde         | 8 | 4  | 4 | 8  | 2   | 5e place           |  |          |

## Récompenses
- 2017-2018
  - Médaille d'argent au Championnat du monde moins de 18 ans
- 2018-2019
  - Médaille de bronze au Championnat du monde moins de 18 ans
- 2020-2021
  - Gagnant du trophée Hobey-Baker de la NCAA
  - Médaille d'or au championnat du monde junior
  - Récipiendaire du Jim Johannson remis au Joueur collègial de l'année

### Ligue nationale de hockey
- 2021-2022 : nommé recrue du mois de mars[23]
- 2022-2023 : Corécipiendaire (avec Nick Suzuki) de la coupe Molson pour le mois d'octobre[24]
- 2023-2024 : Récipiendaire de la coupe Molson pour le mois de novembre[25]
- 2024-2025 : Récipiendaire de la coupe Molson pour le mois d'octobre[26]